# Biophytum jessenii
Biophytum jessenii är en harsyreväxtart som beskrevs av Paul Erich Otto Wilhelm Knuth. Biophytum jessenii ingår i släktet Biophytum och familjen harsyreväxter. Inga underarter finns listade i Catalogue of Life.